# Tur balijský
Tur balijský (Bos javanicus f. domestica) je domestikovaná forma bantenga, který se vyskytuje v Zadní Indii, na Malajském poloostrově a na Sundském souostroví. Tento je výrazně menší než jeho divoký předek, kohoutek je plochý a druhové pohlavní znaky nevýrazné. Tur balijský se vyskytuje na některých ostrovech Sundského souostroví , který se vyskytuje v Zadní Indii, na Malajském poloostrově a na Sundském souostroví. Podobně jako gajal se tur balijský chová pro maso polodivokým způsobem. Jde tak spíše o ochočení než dokonalou domestikaci.